# فدراسیون ورزش سه‌گانه ارمنستان

فدراسیون ورزش سه‌گانه جمهوری ارمنستان (ارمنی: Հայաստանի եռամարտի ֆեդերացիա) که با نام فدراسیون ورزش سه‌گانه ارمنستان نیز شناخته می‌شود، نهاد تنظیم‌کننده ورزش ورزش سه‌گانه در ارمنستان می‌باشد که توسط کمیته المپیک ارمنستان اداره می‌شود و مقر آن در شهر ایروان واقع شده است.

## تاریخچه
ریاست فعلی آن را هراچیا آوتیسیان برعهده دارد. این فدراسیون عضو کامل اتحادیه جهانی ورزش سه‌گانه و فدراسیون ورزش سه‌‌گانه اروپایی می‌باشد.
ارمنستانی در مسابقات قهرمانی  در سطوح مختلف اروپایی و بین‌المللی از جمله در مسابقات قهرمانی جهانی و بازی‌های المپیک تابستانی شرکت می‌کنند.
در ۱۷ مارس ۲۰۱۸، ایت فدراسیون طی کنفرانسی که در مسکو برگزار شد، قرارداد همکاری با فدراسیون ورزش سه‌گانه روسیه امضا کرد. 